# Wilson da Costa Falcão
Wilson da Costa Falcão (Feira de Santana, 23 de dezembro de 1918 — Feira de Santana, 17 de abril de 2007) foi um médico, fazendeiro e político brasileiro, outrora deputado federal pela Bahia.

## Dados biográficos
Filho de João Marinho Falcão e Adnil da Costa Falcão. Formado em Medicina pela Universidade Federal da Bahia em 1945. Filiado à UDN e também fazendeiro, elegeu-se vereador em Feira de Santana em 1950 e 1954 e deputado estadual em 1958. Eleito deputado federal em 1962, tornou-se membro da ARENA após a outorga do bipartidarismo pelo Regime Militar de 1964. Reeleito em 1966, 1970, 1974 e 1978, foi aliado de Roberto Santos até a restauração do pluripartidarismo em 1980 quando se separaram e Wilson Falcão ingressou no PDS
Em 1984 votou contra a Emenda Dante de Oliveira em 1984 e no ano seguinte foi eleitor de Paulo Maluf no Colégio Eleitoral. Não reeleito em 1986, não obteve êxito e voltou à medicina ao fim do mandato, aposentando-se em 1992.
Seu irmão, João Falcão, foi eleito suplente de deputado federal pela Bahia em 1954 exercendo o mandato quando o então governador Antônio Balbino convocou parlamentares para compor seu secretariado.